# Pelhřimovy
Pelhřimovy (německy Mährisch Pilgersdorf) jsou bývalá obec, dnes téměř zaniklá vesnice a katastrální území a zároveň základní sídelní jednotka evidenční části Slezské Rudoltice obce Slezské Rudoltice v okrese Bruntál, na jihu Osoblažska podél hranice s Polskem, na levém břehu hraničního potoka, který v tomto úseku různé zdroje označují různými názvy (Hrozová, Trója, Biskupický potok, Wielki Potok), v jihovýchodní části Zlatohorské vrchoviny. Od roku 1971 nemají status evidenční části obce, v souladu se starou definicí o nich však lze mluvit jako o místní části. Ze zástavby dodnes existují dva obytné domy, opravovaný kostel sv. Jiří s rozbořenými zbytky hřbitova a kaple sv. Anny. Do roku 1742 tvořila dnešní česká část jeden celek s dnešní polskou částí vesnice, která dosud existuje pod názvem Pielgrzymów.

## Historie
První doložená písemná zmínka o Pelhřimovech pochází z roku 1317. Původně se tu nacházela ves Poruba ležící v Opavsku, jejíž jednu polovinu ve 3. čtvrtině 13. století kolonizoval Bruno ze Schauenburku a získala nový název. Druhá polovina náležela k Opavskému knížectví, od roku 1377 ke Krnovskému knížectví.
Do roku 1742 celá ves Pilgersdorf náležela ke slezskému Krnovskému knížectví. Státní hranice mezi Rakouskem a Pruskem rozdělila ves v roce 1742 na Mährisch-Pilgersdorf a Preussisch-Pilgersdorf (nebo Schlesisch-Pilgersdorf), rakouská (moravská) strana poté připadla Československu a následně Česku, pruská strana Německu a v roce 1945 Polsku.
Až do konce druhé světové války se jednalo na obou stranách hranice o čistě sudetoněmeckou ves. V československé části při sčítání lidu z 1. prosince 1930 žilo 217 obyvatel. Uvnitř katastru obce se původně nacházelo několik enkláv, náležejících až do 30. let 20. století k Pruskému Slezsku. Pro změnu jižně od potoka Hrozová se na pruské straně se nacházelo několik Pelhřimovských exkláv zděděných od bývalého Rakouska-Uherska. Na základě smlouvy mezi tehdejším Československem a Německem ze 31. ledna 1930 došlo ke vzájemné územní výměně a tím i k zániku těchto enkláv a exkláv, jakož i k úpravám hranice podél potoka Hrozová.
Za druhé světové války byla většina domů v obci těžce poškozena. Po válce došlo v červenci a srpnu 1946 k odsunu zdejšího sudetoněmeckého obyvatelstva. Od konce února 1946 přicházeli do obce noví osadníci z řad Slováků a později především z řad Volyňských Čechů.
Po Únoru 1948 rozhodlo ministerstvo vnitra z ideologických důvodů o zákazu zastavovat území do vzdálenosti 300 metrů od státní hranice a o ponechání stávajících domů k dožití. V letech 1949–1950 probíhala demolice obce. Součástí Slezských Rudoltic se dříve samostatná obec Pelhřimovy formálně stala 22. srpna 1951, ale již 2. února 1950 byla MNV Slezské Rudoltice předána agenda zdejší místní správní komise, která obec řídila od roku 1945. K další úpravě státní hranice Československa, která se dotkla katastru Pelhřimov, došlo při úpravě hranice s Polskem koncem 50. let. Tehdy se katastr Pelhřimov rozrostl o moderní parcely č. 877/2, 878 a 879. Jako část obce byly Pelhřimovy zrušeny k 1. lednu 1971. Od té doby jsou jako základní sídelní jednotka součástí slezskorudoltické části Slezské Rudoltice.
Z původních 70 obytných domů se zde do současnosti zachovaly pouze dva obytné domy, užívané k rekreaci, jež mají čísla popisná 113 a 114, příslušející ke Slezským Rudolticím.
V Pelhřimovech se nachází polorozbořený kostel svatého Jiří, který od roku 2001 opravuje Hnutí DUHA Jeseníky. V roce 2013 přišlo hnutí Duha s iniciativou směřující k obnově Pelhřimov. V opravovaném kostele a kolem něj se v červenci 2014 konal hudební festival, který pořádal okruh lidí kolem kapely Bratři Orffové. Festival byl nominován jako počin roku v cenách Vinyla 2014.
Kaple svaté Anny chátrala ve vlastnictví státního statku Razová, který se dostal do likvidace. Od něj ji v roce 2015 odkoupil broumovský spolek Omnium a v krátké době zajistil její renovaci.
Koncem května 2020 došlo k incidentu, kdy polská armáda v rámci protikoronavirových opatření obsadila české území v okolí Panské kaple, utábořila se zde a bránila českým občanům v přístupu do kapličky, stojící na českém území asi 30 metrů od státní hranice, pravděpodobně po dobu několika dní. Na české cestě odbočující z české strany ke kapli vybudovali polští vojáci zátarasy. Dne 28. května se samopaly v rukou zabránili k přístupu ke kapli stavebnímu inženýrovi, který zde pro vlastníka kapličky provádí stavební dozor. V pátek 12. června 2020 polské ministerstvo obrany přiznalo „krátkou okupaci“ malé části území České republiky, označilo rozmístění pohraniční hlídky za důsledek nedorozumění, ne úmyslný čin, a uvedlo, že prý okamžitě došlo k nápravě a případ byl vyřešen. České ministerstvo zahraničí potvrdilo, že polští vojáci omylem překročili hranici a zaujali tam pozice, na což české velvyslanectví ve Varšavě polskou stranu muselo upozornit. Podle českého ministerstva zahraničí Polsko však dosud formálně nevysvětlilo, proč omylem anektovalo kus sousední země. Ani jedno z ministerstev neupřesnilo, kolik dní tato okupace trvala.

## Současnost
Obnova kostela byla přerušena obdobími covidu a do dubna 2022 nepokročila.